# 多椎劍鰭鯰
多椎劍鰭鯰，為輻鰭魚綱鯰形目鼬鯰科的其中一種，為熱帶淡水魚，分布於南美洲巴西阿拉瓜亞河流域，體長可達2.6公分，棲息在底層水域，生活習性不明。